# Xingu (filme)
Xingu é um filme brasileiro de 2011 dirigido por Cao Hamburger e roteirizado por ele, Elena Soárez e Anna Muylaert. Estrelado por João Miguel, Felipe Camargo e Caio Blat, o filme conta a trajetória dos irmãos Villas-Bôas a partir do momento em que se alistam para a Expedição Roncador-Xingu, parte da Marcha para o Oeste de Getúlio Vargas, em 1943.
A produção do filme foi iniciada após o pedido da família Villas-Bôas a Fernando Meirelles, que indicou Cao para a direção do filme. O diretor aceitou a proposta, pois se interessou pelo assunto e por não entender como essa história foi pouco divulgada. A maior parte das filmagens ocorreram no Tocantins e no parque Indígena do Xingu, durante um período de dez meses.
Xingu foi exibido pela primeira vez em 2011, no 8º Amazonas Film Festival. A estreia oficial ocorreu em 6 de abril de 2012 e desde então ele já foi distribuído para mais de quinze países. O longa foi assistido por cerca de 370 mil espectadores e arrecadou mais de quatro milhões de reais. Uma adaptação televisiva em quatro episódios foi exibida pela Rede Globo entre 25 e 28 de dezembro de 2012.

## Enredo
Anos 1940. Três jovens irmãos decidem viver uma grande aventura. Orlando, 27 anos, Cláudio, 25, e Leonardo, 23, os Irmãos Villas-Bôas, alistam-se na Expedição Roncador-Xingu e partem numa missão desbravadora pelo Brasil Central. A saga começa com a travessia do Rio das Mortes e logo eles se tornam chefes da empreitada, envolvendo-se na defesa dos povos indígenas e de suas diversas culturas, registrando tudo num diário batizado de A Marcha para o Oeste.
Mais velho dos irmãos, Orlando é o articulador entre as etnias indígenas e o poder oficial, responsável por brecar a ingerência externa. Já Cláudio, é o grande idealista e o mais consciente da contradição da expedição – "Nós somos o antídoto e o veneno", diz. O caçula é Leonardo, vibrante e corajoso. No entanto, suas atitudes podem causar um preço alto para a aventura dos irmãos.
Numa viagem sem paralelo na história, com batalhas, 1.500 quilômetros de picadas abertas, mil quilômetros de rios percorridos, 19 campos de pouso abertos, 43 vilas e cidades desbravadas e 14 tribos contatadas, além das mais de 200 crises de malária, os irmãos Villas-Bôas conseguem fundar em 1961 o Parque Nacional do Xingu, um parque ecológico e reserva indígena que, na época, era o maior do mundo, do tamanho de um país como a Bélgica.
Na aventura, os Villas-Bôas conseguem passar pelo território Xavante, de índios corajosos e guerreiros sem nenhuma baixa de ambos os lados. Em seguida, deparam-se com os Kalapalos, os famosos e temidos que teriam matado o explorador inglês Percy Fawcett. Mas, apesar de toda a apreensão e ao contrário do que imaginavam, os irmãos ficam amigos do grande chefe Izarari, e se encantaram com a cultura e os costumes locais. Não previam ainda que ali viveriam a primeira tragédia de suas vidas: um surto de gripe, trazido por eles mesmos, que quase dizima toda a aldeia.
Ao recontar a saga dos irmãos, Xingu apresenta a luta pela criação do parque e pela salvação de tribos inteiras que transformaram os Villas-Bôas em heróis brasileiros, traçando com problemas crônicos do processo de formação brasileiro.

## Elenco
- João Miguel como Cláudio Villas-Bôas
- Felipe Camargo como Orlando Villas-Bôas
- Caio Blat como Leonardo Villas-Bôas
- Maiarim Kaiabi como Prepori
- Awakari Tumã Kaiabi como Pionim
- Adana Kambeba como Kaiulu
- Tapaié Waurá como Izaquiri
- Totomai como Guerreiro Kalapalo
- Maria Flor como Marina Villas Bôas
- Augusto Madeira como Noel Nutels
- Fábio Lago como Bamburra

## Antecedentes e produção
O orçamento de produção do filme é estimado em cerca 14 a 16 milhões de reais e segundo o diretor a parceria com a Globo Filmes foi fundamental para que o alto custo da produção fosse viabilizado. As filmagens duraram dez meses e foram realizadas no Tocantins e no parque Indígena do Xingu, e Cao disse que o tempo que ficou no parque fez com que ele visse e sentisse os índios de outra maneira. Algumas cenas também foram gravadas na Reserva do Morro Grande, na Região Metropolitana de São Paulo.
O filme foi produzido a pedido da família Villas-Bôas. Noel Villas-Bôas, filho de Orlando, contactou Fernando Meirelles, dono da produtora O2 Filmes, que então convidou Cao Hamburger para dirigí-lo. Ele disse que decidiu fazer o filme, pois ele tinha vontade de contar a história dos irmãos Villas-Bôas para o povo brasileiro. Uma história que segundo ele "o Brasil faz questão de esconder e desprezar." Para que ele pudesse ter uma noção melhor da história, a família lhe ofereceu alguns arquivos históricos e o livro A Marcha para o Oeste, que ele leu e achou uma "história fantástica". Cao então se interessou pelo assunto, no entanto pediu para que a família ficasse afastada da produção do filme. Ele começou sua pesquisa em 2007 e outro motivo para que ele quisesse fazer o filme foi o fato de haver pouco material, pois segundo ele "não dá para entender a razão de se esquecer de quem mudou o paradigma da política indigenista no país."
Durante a formulação do roteiro, que Cao escreveu junto de Elena Soárez e Anna Muylaert, ele disse ter ficado claro que "a história tinha de ser contada a partir de Cláudio". Sobre os irmãos, ele qualificou Claúdio como "utópico" e Orlando como "prático", dizendo que o primeiro foi "o sonhador que vislumbrou a criação do parque" e o outro "o negociador que assumiu o sonho do irmão e o tornou possível". Ele ainda disse que "os desafios enfrentados por esses homens, que não enxergavam limites em seus ideais, deveriam ser resgatados como valores para hoje."

## Lançamento e recepção

### Lançamento
A estreia mundial do filme ocorreu em Manaus, durante a oitava edição do Amazonas Film Festival, em 3 de novembro de 2011. Posteriormente, ele foi exibido no Festival de Berlim, em fevereiro de 2012, e no 8º Festival de Verão do Rio Grande do Sul de Cinema Internacional, em 8 de março, em Porto Alegre. Também ocorreram pré-estreias em 29 de março de 2012, no Cine Livraria Cultura, em São Paulo e em 2 de abril, no Cinemark Downtown, no bairro Barra da Tijuca, no Rio de Janeiro. O longa também foi selecionado para a 11ª edição do Festival de TriBeCa, realizado em Nova Iorque. Desde sua primeira exibição, ocorrida em 2011, os direitos de transmissão do filme já foram vendidos para mais de quinze países. Durante as nove semanas que esteve em cartaz, Xingu foi assistido por 377.887 espectadores e arrecadou 3.898.283,67.

### Recepção crítica
Luiz Zanin Orocchio do jornal O Estado de S. Paulo elogiou o fato dos Villas-Bôas não serem apresentados como "seres perfeitos". Ele também elogiou a atuação de João Miguel, dizendo que Claúdio com suas incertezas seria o personagem mais complexo, "muito por mérito do ator". Luiz ainda disse que "os índios, [em] seu meio ambiente, [com] seu modo de ser", se tornam os "personagens maiores". O G1 disse que Xingu "supera dois grandes obstáculos ao humanizar cada um dos irmãos e deixar clara sua inquestionável defesa dos indígenas". O site ainda disse que o filme tem um grande mérito que é "conseguir falar com um grande público sobre temas áridos, como devastação e chacina de populações nativas, sem banalizar nenhum deles".
Orlando Margarido da revista CartaCapital disse que "um dos princípios em que o filme se sustenta, se não o principal, é o das personalidades diversas dos irmãos". Yuno Silva do jornal Tribuna do Norte elogiou o filme dizendo que ele "surpreende e emociona" e que mesmo que ele seja baseado em fatos reais "não cai na armadilha de ser professoral nem deixa de lado o viés de entretenimento". O crítico de cinema Rubens Ewald Filho, fez uma resenha mais negativa do que os outros analisadores. Ele disse que mesmo sendo um "filme bem feito, bem realizado", isso não empolgou tanto, pois o filme "foge da emoção". Segundo ele, há coisas que não são explicadas: "não ficamos sabendo por que esse amor pelos índios, nem os que eles têm de tão admiráveis" e que coisas acontecem, mas que "nada é aprofundado."

### Prêmios e indicações
O longa ficou em terceiro lugar na 14ª edição do Prêmio do Público para os títulos da mostra Panorama entregue durante o Festival de Berlim. Xingu concorreu para o melhor filme no Festival realizado em Oslo, Films from the South. O filme foi indicado a cinco categorias no 7º Prêmio Contigo de Cinema: "Melhor Filme", "Melhor Ator" (João Miguel), "Melhor Diretor (Cao Hamburger), "Melhor Fotografia" (Adriano Goldman) e "Melhor Trilha Sonora" (Beto Villares), ganhando apenas pela "Melhor Fotografia".

## Adaptação para televisão
A produção de uma adaptação para televisão foi anunciada pela primeira vez em 10 de dezembro de 2012 durante uma coletiva de imprensa realizada no Rio de Janeiro. Em 25 de dezembro de 2012, a Rede Globo estreou uma série para televisão baseada no filme. A produção com subtítulo A Saga dos irmãos Villas-Boas, durou quatro episódios, se encerrando em 28 de dezembro. Xingu foi editada pelo diretor do filme, Cao Hamburger, e Guel Arraes, que acrescentaram cenas não usadas no filme, além de uma introdução para cada episódio. A série também teve uma nova narração feita por João Miguel, que disse ter feito "uma narração mais madura". O objetivo de se criar uma versão televisiva foi, segundo Gael, que a obra alcance um público maior e pelo fato de que "na televisão essa história ganha um valor político enorme." Cao "espera que, com a exposição em massa na TV, mais brasileiros conheçam essa história, de verdadeiros heróis que já estavam quase esquecidos." A série teve bom índices de audiência: em sua estreia, Xingu registrou 16 pontos no Ibope e obteve uma média de 14 pontos por episódio na Grande São Paulo. No final de setembro de 2014 a Globo Tv International anunciou que a minissérie teve os direitos de exibição na Polônia vendidos para o canal TVN.